# Lingua tututni
Il Tututni (o Dotodəni o Tutudin), anche conosciuto come Coquille o ancora come (Lower) Rogue River ("Lingua del fiume Canaglia"), è una lingua morta appartenente alla famiglia linguistica Athabaska, un tempo parlata dal popolo Coquille (uno dei cosiddetti popoli Tututni o "Popoli del fiume Canaglia") stanziati nel sud-ovest dell'Oregon. 
L'ultimo locutore della lingua morì nel 1983.  Nel 2006 venne lanciato un progetto per la "rivitalizzazione della lingua".

## Classificazione
Alcuni studiosi considerano il Tututni ed il Coquille come due lingue separate, per altri si trattava di dialetti di una stessa lingua.
In ogni caso si tratta di una (o due) lingua appartenente al gruppo delle lingue Oregon Athabaska, a sua volta appartenente al ramo Costa del Pacifico della famiglia linguistica delle Lingue athabaska.
A sua volta questa famiglia potrebbe appartenere alla ipotetica super-famiglia delle lingue dene-ienisseiane.